# سد تنگ آب (گراش)

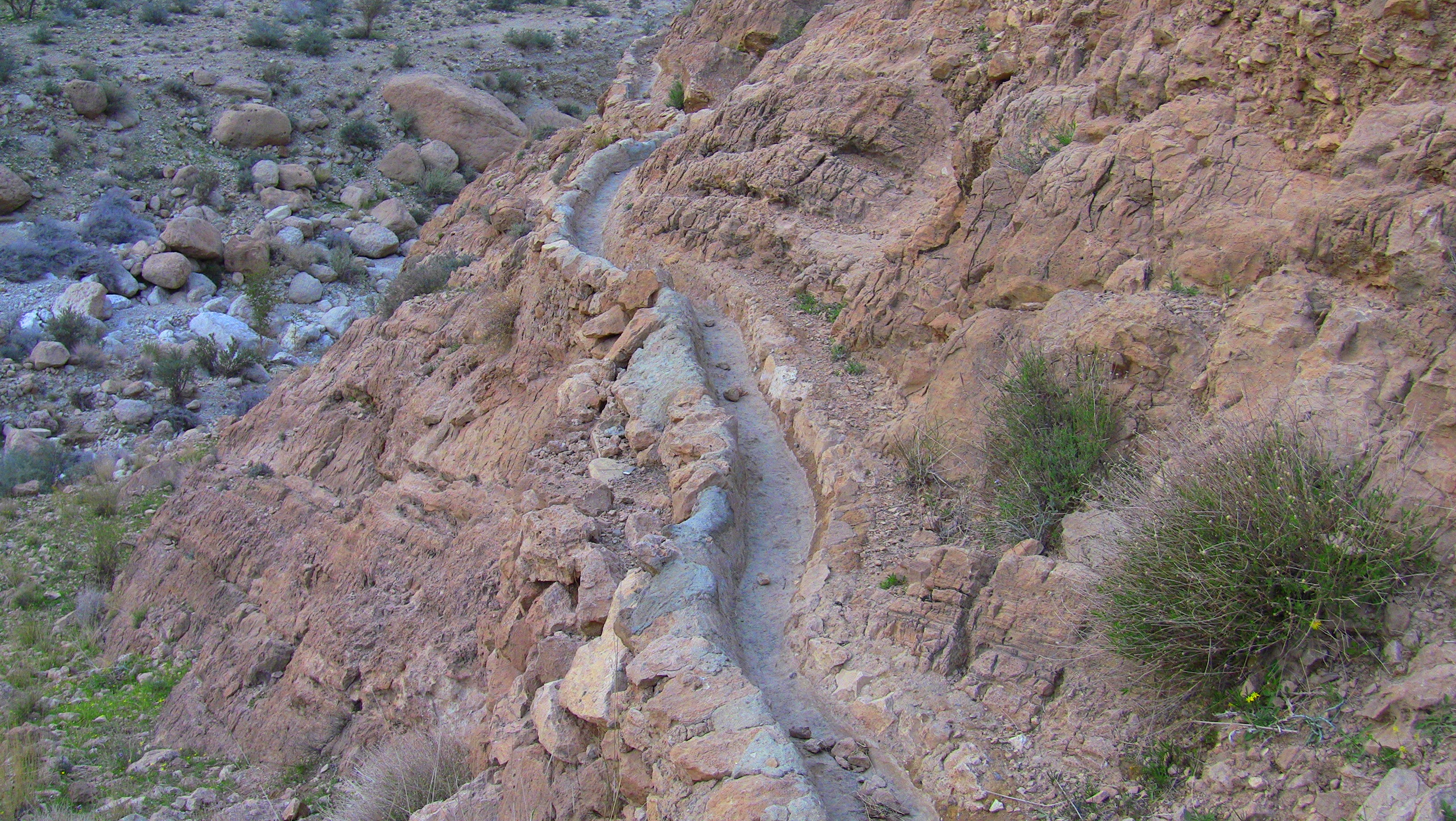

سد تنگ آب در شهرستان گراش، استان فارس کشور ایران که در تنگه‌ای به همین نام در جهت جنوب غربی گراش واقع در کوه سیاه در زیر قله‌ای بنام «بن مرک bon-e-morok» قرار دارد و مربوط به دوره ساسانیان است که در دوره صفویان بازسازی شده و سه پشتبند جهت جلو گیری از تخریب آن ساخته شده‌است. مصالح بکار رفته در سد و پشتند آن سنگ و ساروج بوده و جوی آبی از همان جنس، جهت آبیاری مزارع، از کنار سد تا دشتی موسوم به دشت بالا (دشت برا dasht-e-bara) کشیده شده‌است که در مسیر این جوی تا دهانه‌های تنگه دو استخر ساروجی نیز احداث گردیده‌است. هم اکنون، پشت این سد، به‌طور کامل با رسوب پرگردیده و در روی آن درخت‌های کنار مشاهده می‌شود. این بنا از تابستان (۱۳۸۰) در فهرست آثار ملی ایران به ثبت رسیده‌است.